# Esther Morgan
Esther Morgan (28 augustus 2002) is een voetbalspeelster uit Wales. Ze speelt als verdediger voor Bristol City in het Championship.

## Clubcarrière
Morgan maakte op 28 februari 2021 op achttienjarige leeftijd haar debuut voor Tottenham Hotspur. Ze tekende op 20 mei 2021 haar eerste profcontract bij Tottenham Hotspur. Morgan tekende voor een jaar met de optie voor nog een jaar.
In februari 2022 werd Morgan verhuurd aan competitiegenoot Leicester City tot het einde van het seizoen 2022/23.
Op 13 septembet 2022 werd bekend dat Morgan een verhuurovereenkomst aanging bij Coventry City.
In januari 2023 werd Morgaj opnieuw verhuurd, ditmaal aan Sunderland.
In juli 2023 liet Morgan Tottenham Hotspur achter zich en voegde ze zich bij het Schotse Hearts waar ze een tweejarig contract tekende.
Na een verhuurbeurt aan Sheffield United, tekende Morgan op 15 augustus 2025 een tweejarig contract bij Bristol City, uitkomend in het Championship.

## Statistieken
| Seizoen   | Club             | Land      | Competitie     | Wedstrijden | Doelpunten |
| --------- | ---------------- | --------- | -------------- | ----------- | ---------- |
| 2020/21   | Bristol City     | Engeland  | Super League   | 8           | 0          |
| 2021/22   | Leicester City   | Engeland  | Super League   | 2           | 0          |
| 2024/25   | Hearts           | Schotland | Premier League | 1           | 0          |
| 2024/2025 | Sheffield United | Engeland  | Super League   | 9           | 0          |
| 2025/2026 | Bristol City     | Engeland  | Super League   | 0           | 0          |
| Totaal    | Totaal           | Totaal    | Totaal         | 20          | 0          |

Laatste update: 16 augustus 2025

## Interlandcarrière
Morgan maakte op achttienjarige leeftijd haar debuut voor het Welshe nationale team op 9 april 2021 tijden een vriendschappelijke wedstrijd tegen Canada. Daarvoor was ze aanvoerder van onder 19 team van Wales.